# Le Diable blanc (film, 1947)
Pour les articles homonymes, voir Le Diable blanc.
Pour plus de détails, voir Fiche technique et Distribution.
Le Diable blanc (Il diavolo bianco) est un film de cape et d'épée italien réalisé par Nunzio Malasomma et sorti en 1947.
Il est adapté de la nouvelle Hadji-Mourat de Léon Tolstoï publiée en 1912.

## Synopsis
Le gouverneur d'une province caucasienne opprime son peuple, mais une bande de rebelles dirigée par le mystérieux Diable blanc parvient à lui tenir tête. Le chef des rebelles est en fait le jeune prince Andreï Mdwani, un bon ami du gouverneur de la province. Réalisant des exploits extraordinaires, l'homme devient rapidement une figure légendaire. Après le dernier duel, Andreï révèle son identité, surprenant tout le monde, y compris sa propre fiancée qui était tombée amoureuse du mystérieux héros.

## Fiche technique
- Titre français : Le Diable blanc[2]
- Titre original italien : Il diavolo bianco[3]
- Réalisateur : Nunzio Malasomma
- Scénario : Cesare Cataldo
- Photographie : Rodolfo Lombardi (it)
- Montage : Gabriele Varriale
- Musique : Ezio Carabella
- Décors : Arrigo Equini (it)
- Production : Giulio Manenti
- Sociétés de production : Manenti Film
- Pays de production :  Italie
- Langue originale : italien
- Format : Noir et blanc - 1,37:1 - Son mono - 35 mm
- Durée : 100 minutes
- Genre : Film de cape et d'épée
- Dates de sortie :
  - Italie : 31 décembre 1947
  - France : 22 décembre 1948

## Distribution
- Rossano Brazzi : Prince Andreï Mdwani - Le diable blanc.
- Annette Bach : Comtesse Olga Kutezoff
- Roldano Lupi : Gouverneur Alexis Ignatieff
- Lea Padovani : Katiousha.
- Harry Feist : Col. Stanikow
- Mario Ferrari : Professeur Ilya
- Armando Francioli : Wassili
- Vittorio Sanipoli : John
- Vittorina Benvenuti : Elena
- Angelo Calabrese : Michailoff
- Mario Gallina : Stoloff
- Cesare Lancia : Fiodor
- Nino Marchetti : Capitaine Peter

## Production
Le film est tourné aux studios Scalera à Rome.

## Exploitation
Le film a fait environ 4,9 millions d'entrées en Italie, se classant 3e du box-office Italie 1947.